# Обыкновенный паутинный клещ

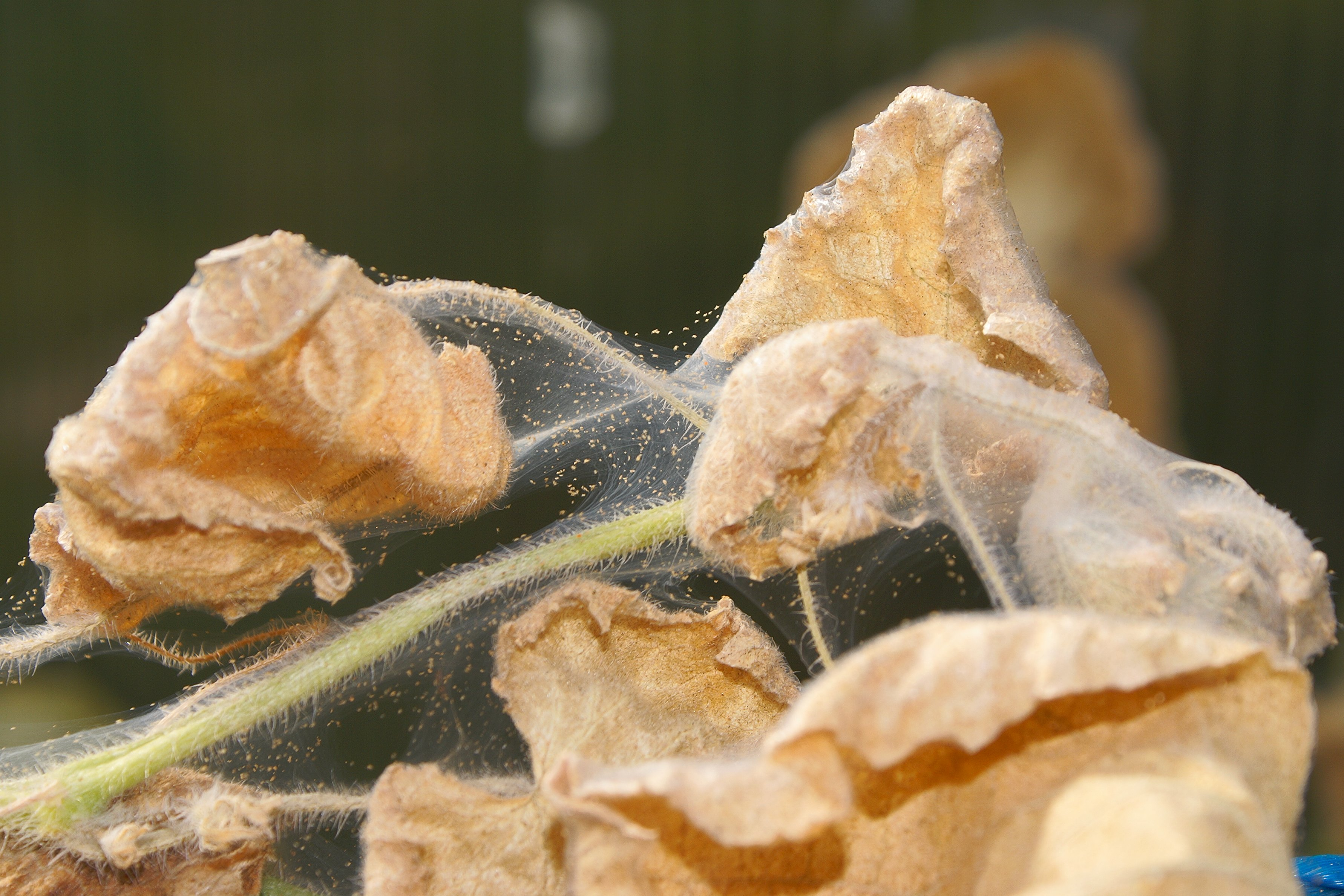
Растение, поражённое паутинным клещом

Обыкновенный паутинный клещ (лат. Tetranychus urticae) — вид клещей из семейства паутинных (Tetranychidae).

## Описание
Размер клеща напрямую зависит от степени его упитанности. Длина самок примерно от 0,4 до 0,6 мм, самца от 0,3 до 0,45 мм. Мягкотелые животные эллипсоидной формы имеют выпуклую верхнюю и ровную нижнюю часть тела. На личиночной стадии развития они прозрачные, окрашены от светло-зелёного до зеленовато-коричневого цвета с двумя отчётливыми, большими тёмными пятнами по бокам, которые образуются прозрачными слепыми мешками средней кишки. С позднего лета до следующей весны зимующие самки окрашены в цвета от оранжево-красного до ярко-красного. В отличие от шестиногой первой фазы личинок, у всех взрослых клещей 8 ног.

## Распространение
Обитают повсюду, за исключением Антарктиды.

## Жизненный цикл
Из яиц, прикреплённых к тонкой паутине, приблизительно через три дня выходят шестиногие личинки. После линек сменяются две стадии нимф (протонимфа и дейтонимфа), имеющих уже 8 ног, затем — имаго. При оптимальной температуре (около 27°C) развитие занимает от 5 до 20 дней. На протяжении года сменяется множество поколений. Взрослые самки живут 2–4 недели и могут за это время отложить сотни яиц. Зимующие самки впадают в оцепенение в верхнем слое почвы или под корой деревьев либо кустарников.

## Питание
Полифаги. Во всём мире больше 200 растений-хозяев, среди которых, к примеру, такие важные сельскохозяйственные культуры как виноград, хлопок, маниок и соя.
Паутинный клещ высасывает соки из листьев растений, вызывая их пожелтение, после чего они опадают.

## Враги
Естественным врагом является хищный клещ Phytoseiulus persimilis, который охотится в основном или исключительно на паутинного клеща, а также Neoseiulus californicus.

## Синонимы
Латинское название вида имеет приблизительно 60 синонимов:
- Tetranychus aduncus Flechtmann & Baker, 1967
- Epitetranychus aequans Zacher, 1916
- Epitetranychus alceae Oudemans, 1928
- Tetranychus althaeae von Hanstein, 1901
- Tetranychus arabicus Attiah, 1967
- Tetranychus aspidistrae Oudemans, 1931
- Tetranychus bimaculatus Harvey, 1892
- Epitetranychus caldarii Oudemans, 1931
- Tetranychus choisyae Oudemans, 1931
- Acarus cinnabarinus Boisduval, 1867
- Acarus cucumeris Boisduval, 1867
- Eotetranychus cucurbitacearum Sayed, 1946
- Tetranychus dahliae Oudemans, 1937
- Tetranychus dugesii Cano & Alcacio, 1886
- Tetranychus eriostemi Murray, 1877
- Acarus ferrugineus Boisduval, 1867
- Tetranychus fervidus Koch, 1841
- Tetranychus fici Murray, 1877
- Tetranychus ragariae Oudemans, 1931
- Tetranychus fransseni Oudemans, 1931
- Epitetranychus hamatus Zacher, 1916
- Acarus hematodes Boisduval, 1867
- Tetranychus inaequalis Targioni Tozzetti, 1878
- Eotetranychus inexspectatus Andre, 1933
- Tetranychus longitarsus Donnadieu, 1875
- Tetranychus major, Donnadieu, 1875
- Tetranychus manihotis Oudemans, 1931
- Tetranychus minor Donnadieu, 1875
- Tetranychus multisetes McGregor, 1950
- Tetranychus piger Donnadieu, 1875
- Distigmatus pilosus Donnadieu, 1875
- Tetranychus plumistoma Donnadieu, 1875
- Tetranychus reinwardtiae Oudemans, 1930
- Tetranychus ricinus Saba, 1973
- Acarus rosarum Boisduval, 1867
- Tetranychus russeolus Koch, 1838
- Acarus sambuci Schrank, 1781
- Eotetranychus scabrisetus Ugarov & Nilolskii, 1937
- Tetranychus stellariae Oudemans, 1931
- Acarus telarius Linnaeus, 1758
- Acarus textor Fourcroy, 1785
- Tetranychus viburni Koch, 1838
- Tetranychus violae Oudemans, 1931
- Acarus vitis Boisduval, 1867